# 短蕊越桔
短蕊越桔（学名：Vaccinium brachyandrum），为杜鹃花科越桔属下的一个植物种。